# 貝氏隆頭魚
贝氏隆头鱼（學名：Labrus bergylta）为隆头鱼目隆头鱼科的物种，分布于挪威至摩洛哥的东北大西洋水域，栖息于水深1—50米的浅海，体长可达65.9厘米。其幼鱼为绿色，成鱼则可能为砖红色或墨绿色，牙齿大而粗壮。该鱼是顺序性雌雄同体，即所有个体出生时均为雌性，随年龄增长可能变为雄性。贝氏隆头鱼为肉食性鱼类，主要捕食软体动物、甲壳类等动物，还会取食其他鱼类体表的寄生虫，因此有养殖场会饲养该鱼作为清洁鱼。贝氏隆头鱼可食用。该鱼目前种群良好，IUCN将其评为“无危”。

## 外貌描述
贝氏隆头鱼身体修长，头部较大，嘴小，唇厚而有褶皱。该鱼有一排大而粗壮的牙齿，且会随年龄增长而逐渐由尖变钝。其背鳍较长，前半部分有18—21根棘刺，后半部分则有9—13根鳍条。该鱼臀鳍短小，仅有3根棘刺。其体侧线上有41—47枚较大的鳞片。幼鱼的体色取决于具体栖息地，一般为深浅不一的绿色，有时会呈亮翡翠色 。成鱼体表有大量白点，体色可能为砖红色或墨绿色。贝氏隆头鱼最长可长到65.9厘米长，但一般不超过50厘米。贝氏隆头鱼是东北大西洋水域最大的隆头鱼。

## 物种分布
贝氏隆头鱼分布于包括英伦三岛在内的东北大西洋浅水区，北至挪威、南至摩洛哥和马卡罗尼西亚，其最北的繁殖地为挪威南部。该鱼的鱼苗可借助北大西洋漂流扩散至分布范围内的其他水域，从而促进各种群之间的基因流动。

## 生态与习性

### 栖息地

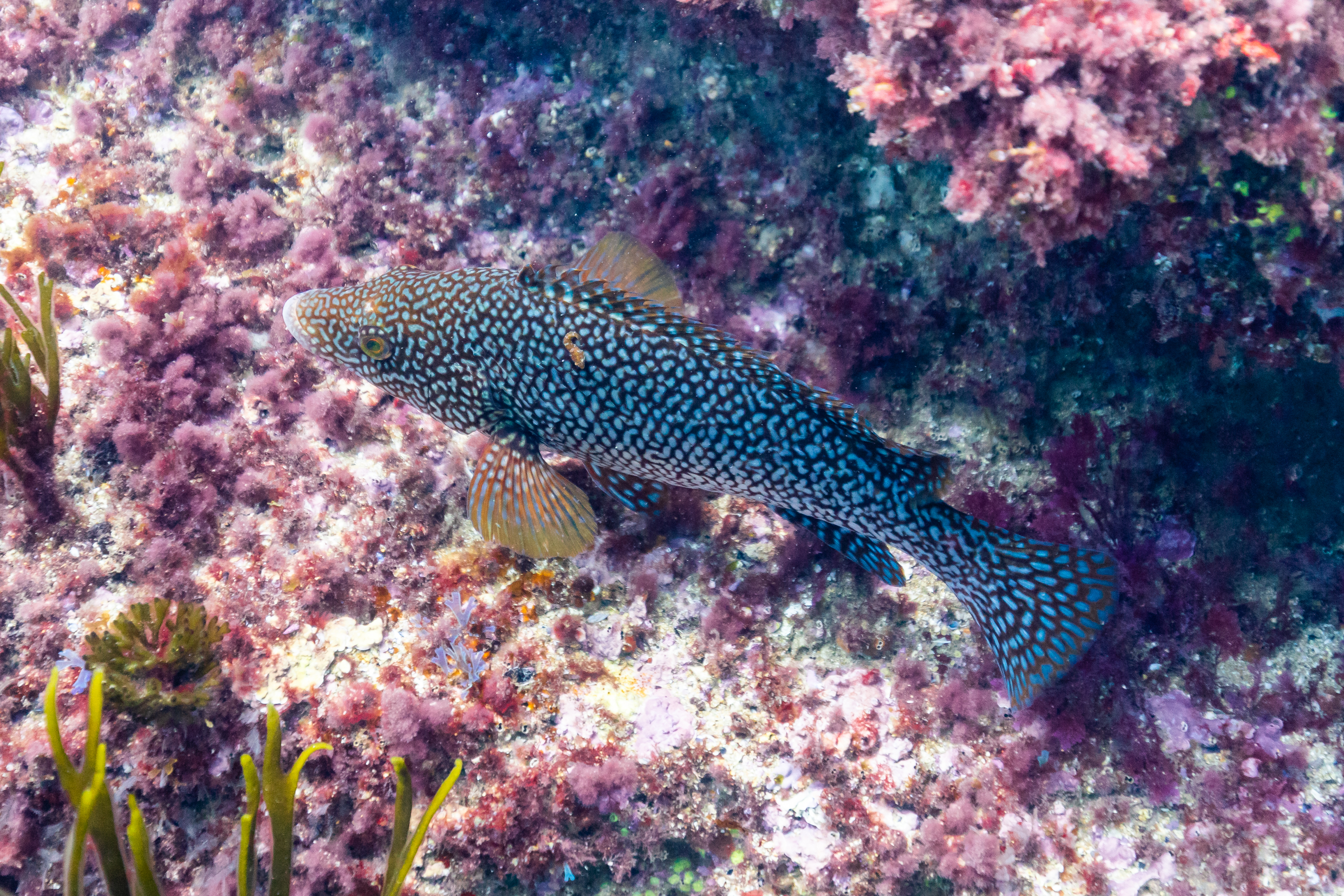
栖息于礁石上的贝氏隆头鱼，摄于比斯开湾

贝氏隆头鱼最常见于水深10—20米，多岩石、岩礁和海藻的海域，而鱼苗则多栖息于潮间带。

### 食性
同其他隆头鱼一样，贝氏隆头鱼为肉食性鱼种。成鱼的猎物包括甲壳类、软体动物、海胆和小鱼，幼鱼则多以桡脚类为食。此外，在人工环境下与大西洋鲑混养的贝氏隆头鱼会取食前者的体外寄生虫。由于大量与消化系统有关的基因缺失，贝氏隆头鱼无胃，食物改在肠道前端消化。

### 生命周期
各水域贝氏隆头鱼的繁殖季差异较大。一般而言，分布于温暖水域的贝氏隆头鱼会更早产卵。例如挪威西部海域水温较低，贝氏隆头鱼多在5月繁殖，而西班牙加利西亚水域纬度较低，海水更为温暖。此地的贝氏隆头鱼则集中在3月繁殖，比生活于寒冷水域的同类要早两个月。同其他隆头鱼物种一样，贝氏隆头鱼是雌性先熟的顺序性雌雄同体：一片领域中仅有最年长的个体为雄性，而其余个体均是这条雄鱼的雌性配偶。雌鱼会在卵产于雄鱼用海草搭建的巢中。此后雄鱼会看守鱼卵直至孵化，这一过程一般会持续1—2周。该鱼鱼苗为随波逐流的浮游动物，孵化时发育颇不完全，消化道、臀鳍和鳔等器官会在孵化后数日才会长出。鱼苗一般在孵化后7日才会开口进食，此前则依靠卵黄获取养分。贝氏隆头鱼在3岁左右性成熟。虽然有研究称该鱼4岁时即可由雌变雄，但对野生种群的采样发现所有雄鱼的年龄均在11岁以上。贝氏隆头鱼寿命可达30岁。

### 共生关系
贝氏隆头鱼会帮助其他鱼类清除鱼虱等体外寄生虫，但有时会啮咬接受清洁的鱼以取食其表皮。该鱼亦会由岩梳隆头鱼、小口棘隆头鱼等更小的隆头鱼帮助清理寄生虫：贝氏隆头鱼会主动追逐对方并在礁石上摩擦其瘙痒的部位，随后悬停于水中。而进行清洁的鱼类则会快速绕贝氏隆头鱼游动一圈并啄食其所见的体外寄生虫。

## 经济利用

### 作为食用鱼

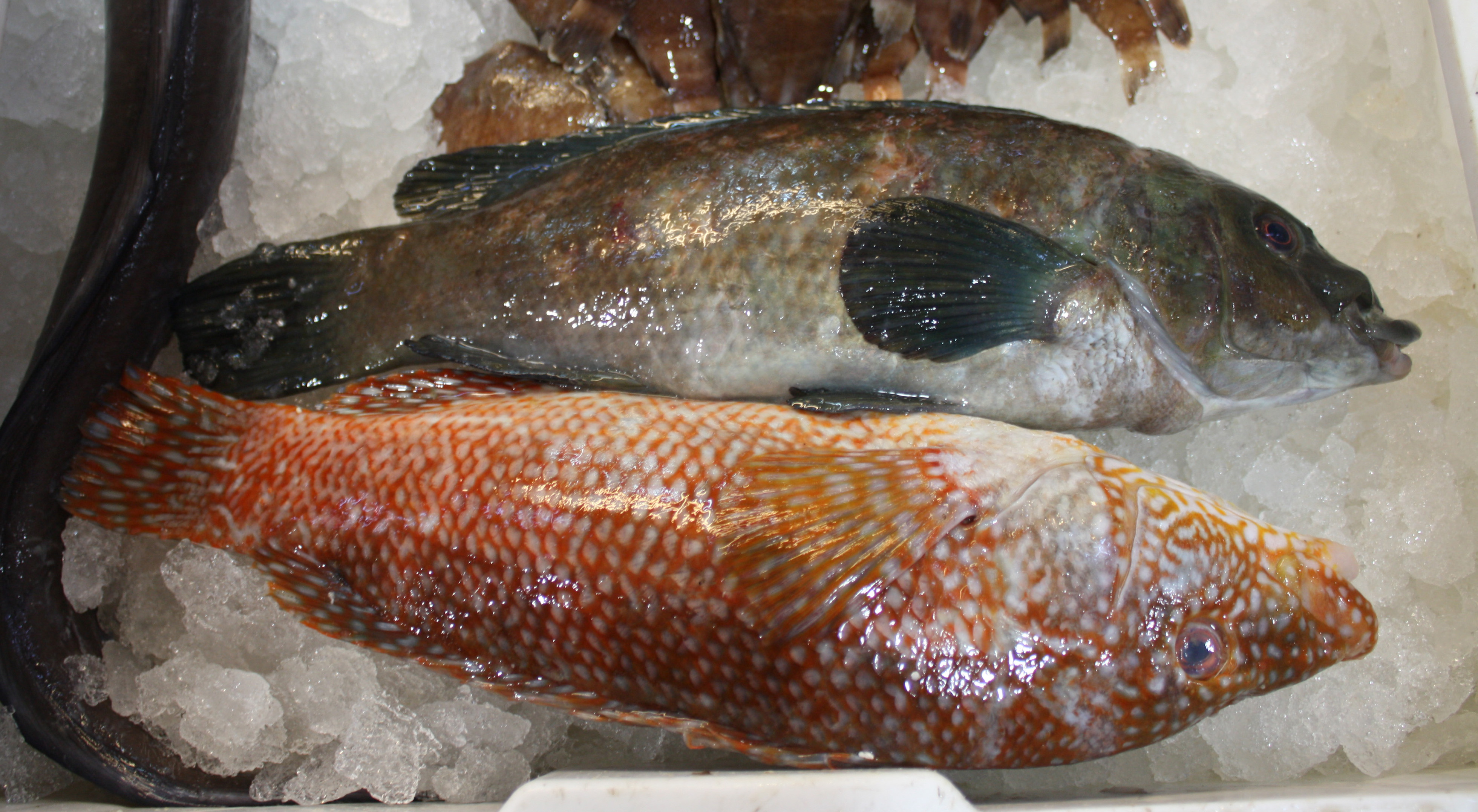
鱼市上的贝氏隆头鱼，摄于西班牙蓬特韦德拉

贝氏隆头鱼可食用，在苏格兰和爱尔兰尤其受青睐，渔民一般通过流刺网捕捞。该鱼肉质相当粗糙，可用煎、炸、蒸、炖等多种方式烹调。该鱼虽可用来制作马赛鱼汤，但有美食家认为其风味远不如赤鲉和马德拉鲉。

### 作为游钓鱼
贝氏隆头鱼是颇受欢迎的游钓鱼。钓客多用3米左右的矶竿以及3—5厘米长的青铜鱼钩进行垂钓，鱼饵则多选用螃蟹、小鱼。

### 作为清洁鱼
挪威的鲑鱼养殖场常同时饲养隆头鱼以清理寄生虫。其中贝氏隆头鱼不但体格较大不会被鲑鱼吞食，而且能忍受更低的水温，故当地的水产养殖业者将其视为最佳选择。目前虽有对贝氏隆头鱼的人工繁育但产量有限，因此大部分养殖场仍选择捕捉野生个体作为清洁鱼 。一旦鲑鱼成熟并被捕捞上岸，养殖业者一般会将贝氏隆头鱼就地放生。这些个体会与本地的贝氏隆头鱼交配，从而改变本地种群的基因池。此外，养殖场中的贝氏隆头鱼的鱼鳍常存在开裂、糜烂等病变，因此有学者批评其动物福利存在问题。

## 种群保育
目前贝氏隆头鱼种群良好，无灭绝之虞，故IUCN将其评为无危。

## 擴展閱讀
維基物種上的相關：貝氏隆頭魚